# Kathryn Janeway
Kathryn Janeway és un personatge de ficció de la franquícia Star Trek. Va ser el personatge principal de la sèrie de televisió Star Trek: Voyager, que es va emetre entre 1995 i 2001. Va servir com a capitana de la nau espacial USS Voyager de la Flota Estel·lar mentre es va perdre al Quadrant Delta a l'altre costat de la galàxia. Després de tornar a casa al Quadrant Alfa, és ascendida a vicealmirall i apareix breument a la pel·lícula del 2002 Star Trek: Nemesis. Se la veu de nou comandant l'USS Dauntless a Star Trek: Prodigy, buscant l'USS Protostar desaparegut, que estava comandat pel capità Chakotay, el seu antic primer oficial a la Voyager, en el moment de la seva desaparició.
Tot i que altres capitanes havien aparegut en episodis anteriors de "Star Trek" i altres mitjans, Janeway va ser la primera a ser el personatge central d'una sèrie de televisió d'imatge real de "Star Trek". També ha aparegut en altres mitjans, com ara llibres i videojocs. En totes les seves aparicions a la pantalla, ha estat interpretada per Kate Mulgrew.

## Càsting

### Star Trek: Voyager
Durant el desenvolupament de Star Trek: Voyager, un dels actors considerats per interpretar la capitana, abans que es decidís que el personatge seria una dona, va ser Gary Graham. Kate Mulgrew, Geneviève Bujold, Erin Gray, Patty Duke i Susan Gibney van ser totes considerades o audicionades durant el desenvolupament, i Bujold fou seleccionada inicialment.
El personatge es deia originalment Elizabeth Janeway, en honor a la coneguda escriptora del mateix nom. Tanmateix, després que Geneviève Bujold fos seleccionada, va sol·licitar que el personatge fos rebatejat com a "Nicole Janeway". Bujold va ser inicialment molt positiva, dient en una entrevista: "Aquest paper és un repte, però sembla correcte". Bujold, que tenia experiència com a actriu principalment en llargmetratges, no estava preparada per a l'horari que exigia la televisió i no estava disposada a fer entrevistes de notícies. Després del segon dia de rodatge del primer episodi "El Guardià", Bujold va abandonar la sèrie.
Després de la marxa de Bujold, es van considerar Joanna Cassidy, Susan Gibney, Elizabeth Dennehy, Tracy Scoggins i Lindsay Crouse com a substitutes. Erin Gray i Chelsea Field (esposa del futur capità de Star Trek Scott Bakula) van fer una audició per al paper. No sols el rodatge ja anava endarrerit, sinó que l'episodi havia d'estar llest el gener de 1995. No sols era el llançament de la sèrie, sinó que també seria el primer programa que s'emetia a la recentment llançada United Paramount Network (UPN), i es van gastar més de 20 milions de dòlars en el pilot. Kate Mulgrew, que havia fet una audició prèvia per al paper, va ser escollida el 17 de setembre de 1994. Va suggerir que el nom es canviés a "Kathryn", cosa que els productors van acceptar.

### Star Trek: Prodigy
L'octubre de 2020, Mulgrew va confirmar que posaria veu a Janeway a la sèrie animada Star Trek: Prodigy. El productor executiu Alex Kurtzman va dir sobre l'elecció: "No podem pensar en una millor capitana per inspirar la propera generació de somiadors a Nickelodeon que ella"A l'abril de 2021, es va revelar que Mulgrew posaria veu a un holograma d'entrenament d'emergència basat en Janeway. Tot i que inicialment es va anunciar com una sèrie per a Nickelodeon, la sèrie es va estrenar a Paramount+ l’octubre de 2021, amb emissions posteriors a Nickelodeon.
La veritable Janeway apareix per primera vegada a l'episodi "A Moral Star, Part 2". Janeway busca el seu antic primer oficial, el capità Chakotay, de l'USS "Protostar". Ella comanda l'USS "Dauntless", que compta amb un motor de corrent quàntic. La nau es basa en esquemes que la tripulació de l'USS "Voyager" va obtenir sota el comandament de Janeway al quadrant Delta d'un altre USS "Dauntless", una nau utilitzada per atreure la tripulació perquè fos assimilada pels Borg ("Hope and Fear"). Intenta mantenir-se al dia amb el "Protostar" i la seva capacitat protocurvatura. Els nois, desesperats per trobar una manera d'explicar la situació als seus perseguidors sense activar la trampa explosiva de "constructes vivents", ja que l'ús de comunicacions regulars amb les naus de la Flota Estel·lar ho faria, intenten una comunicació telepàtica amb l'almirall Janeway. En l'intent, l'esforç surt malament i les consciències del líder dels nens, Dal, i l'almirall Janeway s'intercanvien accidentalment dins dels seus cossos. Tot i que aquest desenvolupament permet a Janeway aprendre tota la situació dels nens, les lluites de Dal dins del cos de Janeway porten a la tripulació a creure que havia perdut la cordura. Les dues aconsegueixen tornar als seus cossos, però Janeway es va trobar al calabós sense que ningú aparentment volgués creure la seva explicació dels esdeveniments recents, ni el seu avís de la trampa del Protostar abans que fos massa tard i les naus de la Flota Estel·lar a la zona immediata comencessin a atacar-se mútuament fora del control de les tripulacions, cosa que prometia ser només el començament de la destrucció.
Els esdeveniments de "Supernova, Part 2" van fer que el paper principal de Mulgrew a la sèrie canviés a l'almirall Janeway. En aquest episodi, la Janeway hologràfica es queda al "Protostar" per dur a terme l'autodestrucció per destruir una "construcció vivent" instal·lada al "Protostar" que amenaça d'aniquilar la Flota Estel·lar. Tot i que promet copiar-se a si mateixa per poder unir-se als seus joves protegits, no ho pot fer a causa de l'enorme augment de la complexitat del seu programa, cosa que significa que el seu programa es perd quan es destrueix la "Protostar", cosa que s'assegura que els nens només descobreixin quan és massa tard perquè no retardin la seva fugida discutint amb ella. Quan els nens arriben a la seu de la Flota Estel·lar, l'almirall Janeway els avala i els pren sota la seva protecció com a suboficials.
A la segona temporada, Janeway treballa amb els nens per rescatar Chakotay del futur, creant accidentalment una paradoxa temporal que destrueix l'univers en el procés. Com a resultat de les alteracions del temps, una versió més jove de la Janeway hologràfica torna a la segona temporada, després d'haver passat deu anys abandonada amb Chakotay. A instàncies de Wesley Crusher, Janeway permet a contracor que els nens vagin sols darrere de Chakotay i el troben i el rescaten a ell i a la "Protostar". Al final de la temporada, a instàncies de Chakotay, el Doctor copia la Janeway hologràfica en un mòdul de còpia de seguretat EMH abans que els seus records siguin esborrats i la nau sigui enviada enrere en el temps perquè els nens la trobin. En el present, la Janeway hologràfica es converteix en l'Holograma de Comandament d'Emergència del nou USS "Prodigy".

## Biografia del personatge
A l'univers Star Trek, Kathryn Janeway va néixer el 20 de maig de 2332 a Bloomington (Indiana) a la Terra. Era filla de la vicealmirall Janeway i té una germana anomenada Phoebe, que és l'artista de la família. Phoebe mai va triar unir-se a la Flota Estel·lar i es va quedar a prop de casa amb la seva mare, Gretchen Janeway. Kathryn Janeway era molt propera al seu pare, que li va ensenyar a mirar l'univers amb els ulls d'un científic; va quedar devastada per la seva mort. La seva primera missió després de graduar-se a l'acadèmia va ser com a oficial científica a l'USS Al-Batani, on va servir com a Cap d'Oficial Científica durant la missió Arias.
La capitana Janeway pren el comandament de l'USS Voyager de classe Intrepid l'any 2371. La seva primera missió és localitzar i capturar una nau Maquis vista per última vegada a la zona de l'espai coneguda com a Badlands. Mentre són allà, la nau Maquis i la Voyager són transportades contra la seva voluntat al Quadrant Delta, 70.000 anys llum de distància, per una onada de desplaçament massiva. La nau Maquis és destruïda mentre lluita contra els Kazon-Ogla, i tot i que la Voyager sobreviu, hi ha nombroses baixes. Per tal de protegir els Ocampa, que viuen en un planeta que la Voyager visita, Janeway destrueix la matriu del Guardià, l'estació espacial que va transportar les dues naus al Quadrant Delta, que proporciona energia al planeta dels Ocampa, tot i que pot ser l'única oportunitat de les dues naus de tornar a casa. En fer això, Janeway deixa la seva nau i la tripulació situades a set dècades de viatge cap a casa.
La seva primera tasca important és integrar les tripulacions supervivents dels Maquis i del Voyager. Chakotay, capità de la nau Maquis, succeeix el difunt tinent comandant Cavit com a primer oficial. Janeway també atorga al criminal condemnat, exoficial de la Flota Estel·lar i pilot experimentat Tom Paris una comissió de camp, i el nomena timoner de la Voyager.
Altres interaccions de Janeway amb la seva tripulació inclouen ajudar la Borg desassimilada Set de Nou a recuperar la seva individualitat i humanitat i defensar l'estatus del Doctor com a ésser sensible.
Durant el transcurs de la sèrie de televisió, la Voyager té contacte amb el Q Continuum en tres ocasions, i contacte repetit amb els Borg. Amb la intervenció d'una versió futura/alternativa d'ella mateixa, Janeway lidera la seva tripulació en l'ús d'un dels conductes transcurvatura dels Borg per retornar la seva nau a l'espai de la Federació després d'haver viatjat pel Quadrant Delta durant set anys.
En un cameo a la pel·lícula Star Trek: Nemesis, l'ara almirall Janeway ordena al capità Jean-Luc Picard que viatgi a Romulus per invitació de l'antagonista de la pel·lícula.
Uns anys després del retorn de la Voyager a l'espai de la Federació i el posterior ascens de Janeway a almirall, Janeway comanda l'USS Dauntless en un esforç per localitzar el seu antic primer oficial Chakotay, que va desaparèixer mentre comandava l'USS Protostar.

### No canònic
L'almirall Janeway també va aparèixer a l'atracció 4-D Invasió Borg al recinte Star Trek: The Experience de Las Vegas, que va tancar el 2008. A l'atracció, Janeway lidera la «Voyager» al rescat dels participants de l'atracció que presumptament estan atrapats primer en una estació espacial i més tard en una llançadora que és atacada per un Cub Borg comandat per la Reina Borg. Al final de l'atracció, Janeway diu als participants: «Felicitats. Heu derrotat els Borg amb una cosa que la Reina mai podrà assimilar: l'esperit humà. Mentre tinguem això, la resistència mai serà inútil».
Janeway va continuar com a personatge principal a les novel·les de «Star Trek» que descriuen els esdeveniments de la vida dels personatges de la «Voyager» després del final d'aquesta sèrie. A la novel·la de Peter David de  «Star Trek: La nova generació» de 2007 Before Dishonor, que està ambientat després dels esdeveniments de Star Trek: Nemesis, Janeway és assimilada per una facció rebel dels Borg, i es converteix en la seva nova Reina Borg. Set de Nou, amb l'ajuda de l'ambaixador Spock i la tripulació de l’Enterprise-E, aconsegueix comunicar-se amb la consciència de Janeway, enterrada a les profunditats de la ment de la Reina. Durant un breu moment de contacte, Janeway els ajuda a destruir el cub Borg, amb tots els tripulants a bord. Tot i que Set aconsegueix escapar, Janeway mor. El seu servei commemoratiu veu una gran concurrència, i es construeix un pilar alt i brillant amb una llum encesa a sobre en homenatge a ella. La dona Q s'apareix a l'esperit de Janeway i li diu que Q i el  Continuum Q s'han interessat per ella. Dient-li que té un destí, Lady Q agafa Janeway de la mà i desapareix amb ella a regnes desconeguts. L'escriptor Peter David va explicar que el llibre va ser concebut per l'editorial Pocket Books com un llibre en què Janeway moriria, i que va ser contractat per escriure'l per donar-li un comiat suposadament heroic.
A la novel·la de 2012 de Star Trek: Voyager The Eternal Tide de Kirsten Beyer, Janeway torna a la vida humana amb l'ajuda del jove Q, que necessita la seva ajuda, i al final del llibre reprèn el seu almirallat a la Flota Estel·lar. A la novel·la de 2014 de Star Trek: Voyager Protectors de Kirsten Beyer, Janeway torna a la Terra per ordres del Comandament de la Flota Estel·lar; al final del llibre torna al Quadrant Delta, fent-se càrrec de les naus estel·lars que hi són estacionades. Continua aquesta missió a la segona novel·la de Beyer de 2014, Acts of Contrition.
Al joc de rol en línia de Cryptic Studios, Star Trek Online, Janeway es va afegir físicament al joc el gener de 2022 juntament amb la veu en off de Kate Mulgrew com a part del dotzè aniversari del joc. Abans de la seva incorporació, Janeway només s'esmentava ocasionalment al joc. També es va afegir retroactivament a l'expansió del joc Delta Rising del 2014.

## Recepció
El 2019, Vulture.com va classificar la capitana Kathryn Janeway com la capitana número u de Star Trek segons el seu criteri de selecció, una combinació de competència i estil de gestió. En particular, destaquen la seva capacitat per superar grans reptes tot i estar a l'altre costat de la Galàxia i comandar una tripulació formada en gran part per personal que no pertany a la Flota Estel·lar. Una de les seves relacions interessants és la que té amb l'ex Maquis B'Elanna Torres (interpretada per Roxann Dawson) i l'ex Borg Set de Nou (interpretat per Jeri Ryan). Space.com va classificar Janeway com la tercera millor capitana de Star Trek. El 2017, The Washington Post va classificar Janeway com el tercer millor capità de Star Trek.
Screen Rant la va qualificar com el cinquè capità de la franquícia, destacant la seva capacitat de comandar en situacions adverses; dos elogis van ser que no es rendeix fàcilment i intenta mantenir la moral de la tripulació. En una revisió de personatges femenins de la televisió i el cinema de ciència-ficció, Janeway va quedar entre les deu primeres. La capitana Janeway va ser classificada com el 18è millor personatge de tots els «Star Trek» per IGN el 2009.El 2016, la capitana Janeway va ser classificada com el 8è personatge més important de la Flota Estel·lar dins de l'univers de ciència-ficció Star Trek per la revista Wired.
El romanç entre Janeway i Kashyk a "Counterpoint" va ser elogiat per Screen Rant, que van qualificar com un dels deu millors episodis de Star Trek: Voyager. El 2018, CBR va classificar Janeway com el quart millor personatge de la Flota Estel·lar de Star Trek. El 2017, Screen Rant va classificar Kathryn Janeway com la 18a persona més atractiva de l'univers Star Trek.
El 2018, The Gamer va classificar Janeway com una dels quinze millors capitanes de naus espacials de la franquícia "Star Trek".
La capitana Janeway va ser qualificada com una de les set millors viatgeres del temps de tota la franquícia Star Trek per Nerdist el 2019, per les seves gestes a "Endgame".
El juliol de 2019, Screen Rant va classificar Janeway com el quart personatge més intel·ligent de Star Trek.
El maig de 2024, CBR va classificar Janeway com la millor capitana de Star Trek que ha liderat una sèrie.

## Llegat

### Hi ha cafè en aquesta nebulosa

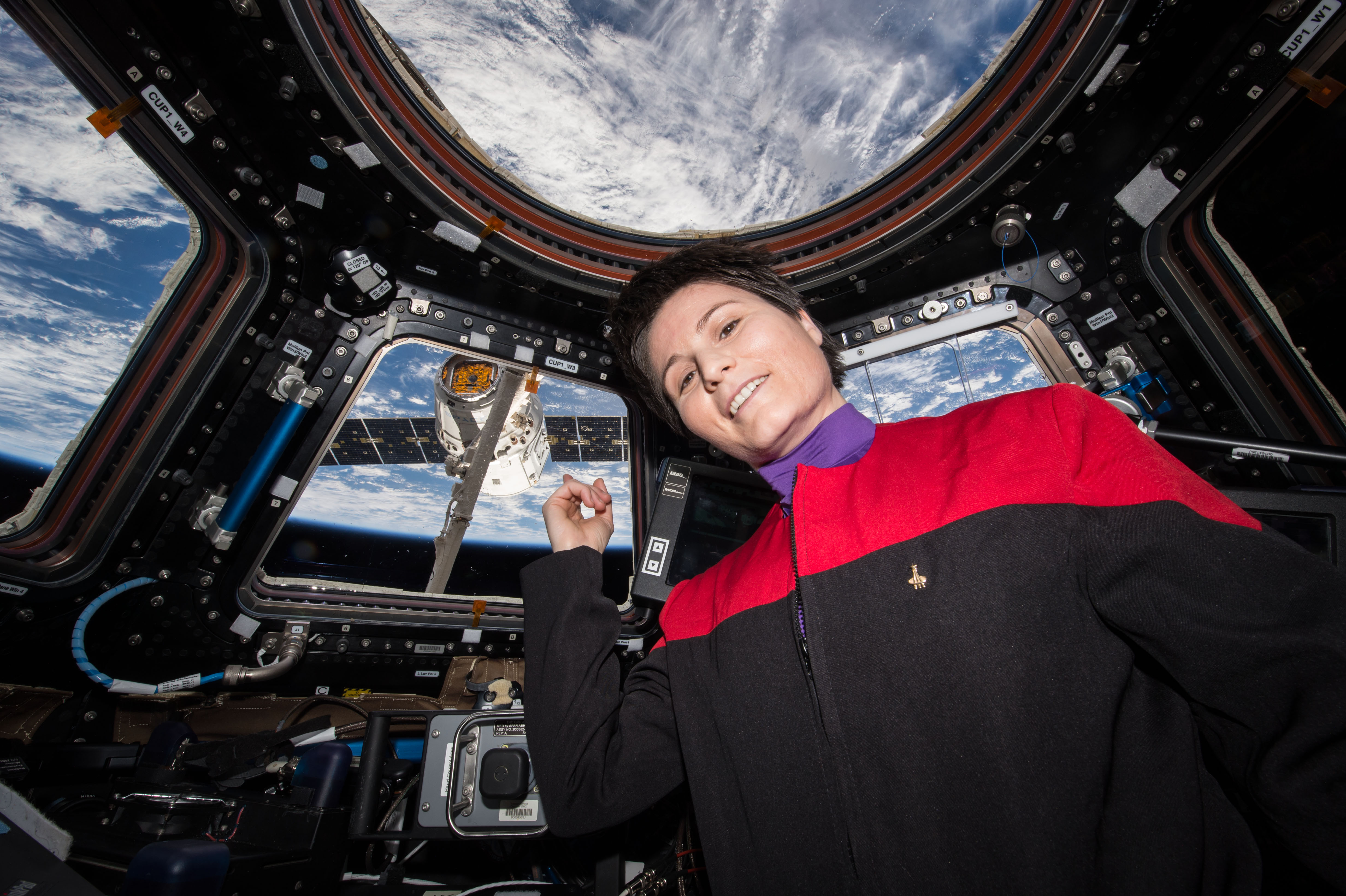
L'astronauta Samantha Cristoforetti vestida com la capitana Janeway, va tuitejar la seva frase "Hi ha cafè en aquesta nebulosa".

El 2015, l'astronauta Samantha Cristoforetti –que aleshores servia a bord de l'Estació Espacial Internacional– es va vestir com Janeway per a les fotografies en què feia un gest cap a una nau espacial de càrrega Dragon entrant. Va publicar una foto a Twitter amb el comentari: "‘Hi ha cafè en aquesta nebulosa’... ehm, vull dir... en aquest #Dragon," citant una frase memorable del personatge de l'episodi de Star Trek: Voyager "La nebulosa". La nau transportava una màquina ISSpresso i cafè per a la tripulació.

### Monument al lloc de naixement
El 2019, un grup de residents de Bloomington (Indiana) va formar el que ara és The Janeway Collective amb l'objectiu de construir un |monument al lloc de naixement de la capitana Kathryn Janeway com el que existeix per a James T. Kirk a Riverside, Iowa. Assistint a esdeveniments locals i conscienciant, i amb el permís de la CBS, van poder recaptar fons amb èxit a través d'una campanya de micromecenatge a la plataforma Patronicity i van rebre una subvenció equivalent del programa CreatINg Place de l'Autoritat d'Habitatge i Desenvolupament Comunitari d'Indiana.
Un esdeveniment oficial d'inauguració va tenir lloc el 27 de juny de 2020 i el monument es va inaugurar el 24 d'octubre de 2020, després d'haver-se ajornat la data prevista del 20 de maig de 2020 a causa de la pandèmia de la COVID-19. Kate Mulgrew va assistir a la inauguració virtualment a causa de la pandèmia. El monument està construït amb un bust de bronze fos amb una base de pedra calcària amb una placa d'acer inoxidable, i va ser esculpit per Aaron Eby. Està situat al B-Line Trail just al costat del museu de ciències WonderLab.
El 23 d'octubre de 2022, gairebé dos anys després de la inauguració, Kate Mulgrew va visitar el monument en persona, complint la promesa que va fer quan l'estàtua va ser inaugurada.